# Даффи, Джералд
Джералд Даффи (англ. Gerald Duffy, 1896 — 25 июня 1928) — американский сценарист эпохи немого кино, журналист и новеллист. Известен как редактор в журнале «Redbook», а также как номинант на премию «Оскар» за лучшие титры в немой кинокартине «Частная жизнь Елены Троянской», став первым человеком, выдвинутым посмертно на премию Американской киноакадемии. С 1919 года работал сценаристом на студии «First National Pictures», где на основе его работ было снято более сорока картин. Трижды был женат, став отцов двоих детей. Скончался в Лос-Анджелесе в 1928 году в возрасте 32 лет.